# Persone di nome Dick
| Questa pagina contiene informazioni ricavate automaticamente dalle voci biografiche con l'ausilio del template Bio e di un bot. L'aggiornamento è periodico e automatico e ricostruisce completamente la pagina. Se manca una persona in questa lista, sei pregato di non aggiungerla, ma accertati piuttosto che la sua voce biografica contenga il template Bio e che i dati anagrafici siano correttamente compilati. Se il template Bio manca, inseriscilo tu stesso o, in alternativa, metti l'avviso {{tmp\|Bio}} che ne segnala la mancanza. Se i dati riportati sono sbagliati, correggi direttamente la voce biografica; le modifiche saranno visibili in questa lista entro pochi giorni. Per chiarimenti vedi il progetto antroponimi. La lista contiene solo le 53 persone che sono citate nell'enciclopedia e per le quali è stato implementato correttamente il template Bio. Pagina aggiornata al 16 ott 2024. |

Questa è una lista di persone presenti nell'enciclopedia che hanno il prenome Dick, suddivise per attività principale.

## Allenatori di calcio(2)
- Dick Lukkien, allenatore di calcio olandese (Winschoten, n. 1972)
- Dick Taylor, allenatore di calcio e calciatore inglese (Wolverhampton, n. 1918 - † 1995)

## Arbitri di calcio(1)
- Dick Jol, ex arbitro di calcio olandese (Scheveningen, n. 1956)

## Attori(11)
- Dick Balduzzi, attore statunitense (Alliance, n. 1928 - West Whiteland Township, † 2020)
- Dick Christie, attore statunitense (Malibù, n. 1948)
- Dick Clair, attore e produttore televisivo statunitense (San Francisco, n. 1931 - Los Angeles, † 1988)
- Dick Gautier, attore statunitense (Culver City, n. 1931 - Arcadia, † 2017)
- Dick Hogan, attore e cantante statunitense (Little Rock, n. 1917 - Little Rock, † 1995)
- Dick Johnson, attore statunitense
- Dick La Reno, attore irlandese (n. 1863 - Hollywood, † 1945)
- Dick Rude, attore e regista statunitense (Santa Monica, n. 1964)
- Dick Sargent, attore statunitense (Carmel-by-the-Sea, n. 1930 - Los Angeles, † 1994)
- Dick Warlock, attore e stuntman statunitense (Cincinnati, n. 1940)
- Dick Wessel, attore statunitense (Milwaukee, n. 1913 - Studio City, † 1965)

## Bassisti(1)
- Dick Lövgren, bassista svedese (Danzica, n. 1980)

## Calciatori(7)
- Dick Been, calciatore olandese (Amsterdam, n. 1914 - Amsterdam, † 1978)
- Dick van Dijk, calciatore olandese (Gouda, n. 1946 - Nizza, † 1997)
- Dick Duckworth, calciatore inglese (Collyhurst, n. 1882 - † 1965)
- Dick Foss, calciatore inglese (Barking, n. 1912 - Merton, † 1995)
- Dick Kauma, calciatore francese (n. 1988)
- Dick Sigmond, calciatore olandese (Dordrecht, n. 1897 - Hilversum, † 1950)
- Dick Tol, calciatore olandese (Volendam, n. 1934 - Amsterdam, † 1973)

## Cantanti(2)
- Dick Danello, cantante, compositore e attore italiano (Belvedere Marittimo, n. 1943)
- Dick Farney, cantante, showman e pianista brasiliano (Rio de Janeiro, n. 1921 - San Paolo, † 1987)

## Cestisti(2)
- Dick Cunningham, ex cestista statunitense (Canton, n. 1946)
- Dick Gibbs, ex cestista statunitense (Ames, n. 1948)

## Criminali(1)
- Dick Turpin, criminale inglese (Hempstead, n. 1705 - Knavesmire, † 1739)

## Editori musicali(1)
- Dick James, editore musicale britannico (Londra, n. 1920 - Londra, † 1986)

## Fisarmonicisti(1)
- Dick Contino, fisarmonicista e cantante statunitense (Fresno, n. 1930 - Fresno, † 2017)

## Fumettisti(3)
- Dick Ayers, fumettista statunitense (Ossining, n. 1924 - White Plains, † 2014)
- Dick Bruna, fumettista, disegnatore e illustratore olandese (Utrecht, n. 1927 - Utrecht, † 2017)
- Dick Calkins, fumettista statunitense (Grand Rapids, n. 1895 - Tucson, † 1962)

## Hockeisti su ghiaccio(2)
- Dick Axelsson, hockeista su ghiaccio svedese (Stoccolma, n. 1987)
- Dick Tärnström, ex hockeista su ghiaccio svedese (Sundbyberg, n. 1975)

## Imprenditori(2)
- Dick Rosenzweig, imprenditore e produttore televisivo statunitense (Appleton)
- Dick van Well, imprenditore olandese (Rotterdam, n. 1948)

## Logici(1)
- Dick de Jongh, logico e matematico olandese (Enschede, n. 1939)

## Militari(1)
- Dick Rutan, militare, aviatore e politico statunitense (Loma Linda, n. 1938 - Coeur d'Alene, † 2024)

## Pallavolisti(1)
- Dick Kooy, pallavolista olandese (Amsterdam, n. 1987)

## Pittori(1)
- Dick Ket, pittore olandese (Den Helder, n. 1902 - Bennekom, † 1940)

## Poeti(1)
- Dick Higgins, poeta e compositore inglese (Cambridge, n. 1938 - Québec, † 1998)

## Politici(1)
- Dick Marty, politico e avvocato svizzero (Sorengo, n. 1945 - Fescoggia, † 2023)

## Produttori cinematografici(1)
- Dick Randall, produttore cinematografico e sceneggiatore statunitense (Coventry, n. 1926 - Londra, † 1996)

## Produttori televisivi(1)
- Dick Wolf, produttore televisivo statunitense (New York, n. 1946)

## Registi(3)
- Dick Lowry, regista e produttore televisivo statunitense (Oklahoma, n. 1944)
- Dick Maas, regista, sceneggiatore e produttore cinematografico olandese (Heemstede, n. 1951)
- Dick Richards, regista, sceneggiatore e produttore cinematografico statunitense (New York, n. 1936)

## Sassofonisti(1)
- Dick Parry, sassofonista britannico (Bury St Edmunds, n. 1942)

## Scrittori(3)
- Dick Francis, scrittore britannico (Lawrenny, n. 1920 - Grand Cayman, † 2010)
- Dick King-Smith, scrittore inglese (Bitton, n. 1922 - Bath, † 2011)
- Dick Lochte, scrittore statunitense (New Orleans, n. 1944)

## Tennisti(2)
- Dick Norman, ex tennista belga (Waregem, n. 1971)
- Dick Stockton, ex tennista statunitense (Charlottesville, n. 1951)